# Persza liha w futsalu mężczyzn
Persza liha Mistrzostw Ukrainy w futsalu mężczyzn (ukr. Перша ліга Чемпіонату України з футзалу, dosł. Pierwsza liga) – drugi poziom w hierarchii męskich ligowych rozgrywek w futsalu na Ukrainie. Utworzona w 1993 roku i zarządzana przez Asocjację Futsalu Ukrainy (AFU), a wcześniej Ukraiński Związek Piłki Nożnej (FFU). Stanowi pośredni szczebel rozgrywek między Ekstra-lihą, a Druhą lihą. Persza liha składa się z 18 zespołów, walczących w dwóch grupach (zachodnia i wschodnia), z których po 2 najlepszych zespoły walczą potem w finale o awans do Ekstra-lihi.

## Zespoły Pierwszej ligi futsalu 2011/12
Grupa zachodnia
- Buran-Nehabaryt Kowel
- Kyjiw-NPU Kijów
- Lemberg Lwów
- LwiwChołod Lwów
- Merkurij Czerniowce
- MFK Odessa
- Sportlider Chmielnicki
- Szans-Awto Kowel
- Wizaż Żytomierz[1].

Grupa wschodnia
- ARPI Donieck
- DJuSSz-5-Mehaprom Donieck
- Epicentr K3 Kijów
- Impuls Szostka
- Łokomotyw-2 Charków
- Resurs Donieck
- SumDU Sumy
- Tytan-Zoria Pokrowśke
- Utas Donieck[2].

## Mistrzowie i pozostali medaliści
| Sezon                                                             | K | K | T | Mistrz                      | Wicemistrz             | III miejsce                      | Br. | Król strzelców | Uwagi                                                                   |
| Persza Liha Ukrainy w futsalu (ukr. Перша ліга України з футзалу) |   |   |   |                             |                        |                                  |     |                |                                                                         |
| 1993/94                                                           |   |   | 1 | Słucz Równe                 | Ukraina Lwów           | Odesa-Nord Odessa                |     |                | 14 klubów                                                               |
| 1994/95                                                           |   |   | 1 | Ewerbak Odessa              | Wuhłyk Makiejewka      | Echo Charków                     |     |                | 11 klubów                                                               |
| 1995/96                                                           |   |   | 1 | Interkas Kijów              | Unisport Kijów         | Metalist Dniepropetrowsk         |     |                | 6 klubów                                                                |
| 1996/97                                                           |   |   | 1 | Kołos Sumy                  | Uniwersytet Zaporoże   | Iskra Ługańsk                    |     |                | 4 kluby                                                                 |
| 1997/98                                                           |   |   |   |                             |                        |                                  |     |                | ? klubów                                                                |
| 1998/99                                                           |   |   | 1 | Ukrspław Donieck            | Metałurh Wołodymyriwka | Kołos Lwów                       |     |                | 7+4 klubów w 2 gr.; finał                                               |
| 1999/00                                                           |   |   | 1 | Weksel-ZIDMU Zaporoże       | Olwija Dniepropetrowsk | Uniwersytet Zaporoże             |     |                | 6+5 klubów w 2 gr.; finał                                               |
| 2000/01                                                           |   |   | 1 | Lwiwśka Pywowarnia Lwów     | Weksel-ZIDMU Zaporoże  | Uniwersytet-Akademija Zaporoże   |     |                | 7+5 klubów w 2 gr.; finał                                               |
| 2001/02                                                           |   |   | 2 | Lwiwśka Pywowarnia Lwów     | Enerhija Lwów          | TWD Lwów                         |     |                | 10+10 klubów w 2 gr.; finał                                             |
| 2002/03                                                           |   |   | 1 | Ołeksandr Charków           | Enerhija Czernihów     | TWD Lwów                         |     |                | 10+11 klubów w 2 gr.; finał                                             |
| 2003/04                                                           |   |   | 1 | Urahan Iwano-Frankiwsk      | ŁTK Ługańsk            | Atłetyk Odessa                   |     |                | 8+10 klubów w 2 gr.; finał                                              |
| 2004/05                                                           |   |   | 1 | Metropoliten Kijów          | Uniwer-Awtomar Sumy    | Kyjiwśka Ruś-2 Makiejewka        |     |                | 7+10 klubów w 2 gr.; finał                                              |
| 2005/06                                                           |   |   | 1 | Płaneta Kijów               | Tytan Makiejewka       | DJuSSz-5 Arkada Makiejewka       |     |                | 8+8 klubów w 2 gr.; finał                                               |
| 2006/07                                                           |   |   | 1 | Łokomotyw Odessa            | Płaneta-Mist Kijów     | MFK Łokomotyw Charków            |     |                | 10+11 klubów w 2 gr.; finał                                             |
| 2007/08                                                           |   |   | 1 | Illiczeweć-Start Illicziwśk | MFK Równe              | Merkurij-CzTEI Czerniowce        |     |                | 8+6 klubów w 2 gr.; finał                                               |
| 2008/09                                                           |   |   | 1 | Sapar Donieck               | PFS Sewastopol         | Fortecia-KPDU Kamieniec Podolski |     |                | 8+8 klubów w 2 gr.; finał                                               |
| 2009/10                                                           |   |   | 1 | Dynamo Lwów                 | ARPI Zaporoże          | MFK Równe                        |     |                | 10+8 klubów w 2 gr.; finał                                              |
| 2010/11                                                           |   |   | 2 | SumDU Sumy                  | Prodexim Chersoń       | Merkurij Czerniowce              |     |                | 10+9 klubów w 2 gr.; finał                                              |
| 2011/12                                                           |   |   | 1 | Merkurij Czerniowce         | Tytan-Zoria Pokrowśke  | ARPI Zaporoże                    |     |                | 9+9 klubów w 2 gr.; finał                                               |
| 2012/13                                                           |   |   | 1 | Buran-Resurs Donieck        | SumDU Sumy             | Lwiwchołod Lwów                  |     |                | 7+6 klubów w 2 gr.; finał                                               |
| 2013/14                                                           |   |   | 2 | Buran-Resurs Donieck        | Monolit Charków        | Łukas Krzemieńczuk               |     |                | 6+6+7 klubów w 3 gr.; finał                                             |
| 2014/15                                                           |   |   | 1 | HIT Kijów                   | Epicentr K3 Kijów      | InBew Żytomierz                  |     |                | ? klubów; finał                                                         |
| 2015/16                                                           |   |   | 2 | HIT Kijów                   | Manzana Kijów          | Uni-Laman Odessa                 |     |                | 8 klubów w 2 gr.; finał                                                 |
| 2016/17                                                           |   |   | 3 | SumDU Sumy                  | Deliweri Odessa        | Epicentr K3 Kijów                |     |                | 7 klubów w 2 gr.; finał                                                 |
| 2017/18                                                           |   |   | 1 | ARPI Zaporoże               | MKW Odessa             | Wiza Wtorma Iwano-Frankiwsk      |     |                | 8+8 klubów w 2 gr.; finał                                               |
| 2018/19                                                           |   |   | 1 | Awanhard Kramatorsk         | Food Centre-SumDU Sumy | Urahan-2-KFW Iwano-Frankiwsk     |     |                | 10 klubów                                                               |
| 2019/20                                                           |   |   | 1 | De Trading Mykołajiwka      | Wołodymyr Tywriw       | Riatuwalnyk Romny                |     |                | 7 klubów; z powodu COVID-19 rozgrywki zawieszone po rundzie zasadniczej |